# Hacienda La Victoria
La Hacienda la Victoria è una famosa azienda agricola con un fabbricato di stile coloniale costruito alla fine del XIX secolo,  iniziato nel 1893, a pochi chilometri dalla città di Santa Cruz de Mora nello stato di Mérida, Venezuela. La costruzione fu portata a termine da immigrati di origine italiana per il magazzinaggio e la lavorazione del caffè. L'hacienda La Victoria è attualmente un bene di proprietà dello stato e ospita una scuola superiore di agricoltura, inoltre, all'interno del fabbricato principale, funzionano due musei dedicati al caffè e all'immigrazione. È considerata una delle strutture più rappresentative e meglio preservate dell'architettura coloniale in Venezuela.

## Caratteristiche
L'hacienda occupa un terreno di approssimativamente 4 ettari nella Valle del Mocoties, al margine nord del fiume omonimo, in una delle aree più tradizionali di coltivazione del caffè del paese.
L'edificio centrale della tenuta fu la prima costruzione e lì si trovavano le speciali macchine per la lavorazione delle caffè importate dall'estero alla fine del XIX secolo attraverso il porto di Maracaibo. C'erano inoltre le residenze degli operai nella parte bassa e della famiglia nella parte alta. È stata costruita con adobe, legno e tegole, ha una facciata di 40 m di larghezza, un ampio patio e una piazzuola, in funzione delle quali è organizzata l'intera struttura.

## Storia

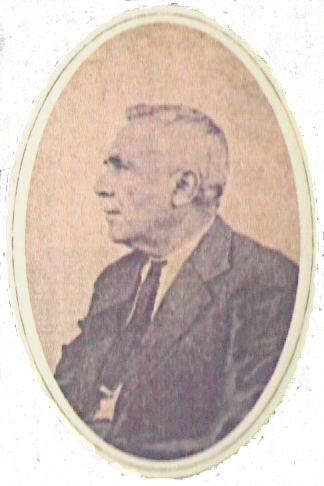
Calogero Paparoni

Nel 1893 Calogero Paparoni (nato in Italia, a Capo d'Orlando, e trasferitosi all'età di 15 anni nella valle del Mocoties, nello stato di Mérida, in Venezuela) comprò i terreni dove sarebbe stata costruita la tenuta e progettò la costruzione di quanto sarebbe servito alla coltivazione, il magazzinaggio, l'essiccazione e il confezionamento del caffè.
Nel 1922 l'hacienda era in piena produzione e ne era stata conclusa la costruzione. Ma già nel 1920 Calogero Paparoni aveva lasciato la gestione della tenuta nelle mani di uno dei suoi figli minori, Américo Paparoni, il quale l'amministrò fino al 1991 quando venne venduta al governatorato dello stato di Merida, tra le altre ragioni anche per l'alto costo di mantenimento della stessa e i bassi prezzi del mercato del caffè. Il governo statale iniziò i lavori di recupero nella tenuta e aprì lì due musei, il primo dedicato agli immigrati in Venezuela e il secondo al caffè.
Nel 2005 la tenuta servì come centro di rifugiati per le vittime della tragedia del Mocoties, decine di famiglie si stabilirono nell'edificio principale.

## Museo del Caffè
Costituisce uno dei pochi musei del paese dedicati al caffè. Conta su di una serie di fotografie dell'epoca, quando la tenuta si trovava in piena produzione, e sugli antichi macchinari per il lavaggio, la lavorazione e la tostatura del caffè importati dall'Inghilterra.

## Museo dell'Immigrante
Il museo è dedicato all'immigrazione, agli stranieri che popolarono la zona andina durante il secolo XX portando con sé nuove abitudini e tradizioni, e sviluppando nuove aree commerciali. L'esposizione è composta di una serie di foto, oltre ad altri oggetti.

## Scuola Superiore di Agricoltura Francisco Paparoni
La scuola dipende attualmente dall'Università Sperimental Sur del Lago, vi si impartiscono vari corsi di laurea legati all'agricoltura.
È intitolata al fratello di Calogero Paparoni, Francisco.